# Кармине (Павија)
Кармине је насеље у Италији у округу Павија, региону Ломбардија.
Према процени из 2011. у насељу је живело 130 становника. Насеље се налази на надморској висини од 602 м.